# Hottinger Baldwin Messtechnik
Die Hottinger Baldwin Messtechnik (HBM) war ein deutscher Hersteller von Messtechnik mit Sitz in Darmstadt.

## Geschichte
Das Unternehmen Hottinger Baldwin Messtechnik GmbH wurde 1950 von Karl Hottinger (1911–1994) gegründet. HBM gehörte zu den Innovations- und Weltmarktführern bei Prüf-, Mess- und Wägetechnik. Inhaber des Unternehmens war zuletzt die an der London Stock Exchange gelistete Spectris, ein Verbund mehrerer Spezialunternehmen im Messtechniksegment.
HBM beschäftigte an den Standorten Darmstadt (Zentrale), Marlborough (Massachusetts), USA, Suzhou (China) und Porto (Portugal) insgesamt 1.800 Mitarbeiter (Stand 2017). Das Unternehmen war in den Bereichen Messverstärker für die forschende Industrie, Dehnungsmessstreifen, Sensoren und Aufnehmer, Wägezellen sowie Auswertungs- und Analysesoftware tätig, deren Produkte im Wesentlichen bei der Datenerfassung, der experimentellen Spannungsanalyse, der Kalibrierdienstleistung sowie der Prozessüberwachung der Drehmomentmesstechnik eingesetzt werden. Einige Produkte, etwa Wägezellen und Dehnungsmessstreifen, wurden als OEM-Produkte an die weiterverarbeitende Industrie vertrieben.
Im Jahr 2008 übernahm HBM das Unternehmen nCode mit Sitz in den USA und Großbritannien. nCode entwickelt Softwarelösungen für das virtuelle Testen und Ermüdungstests. Mit nCode übernahm HBM außerdem den US-Hersteller SoMat für besonders robuste Messdatenerfassungssysteme. 2009 übernahm HBM das Messdatenerfassungs-Geschäft der Firma LDS mit Sitz in Royston (UK) und Middleton (USA). Im Jahr 2014 übernahm HBM das portugiesische Unternehmen FiberSensing, S.A., und verfügt damit über ein eigenes Produktions- und Entwicklungszentrum für Faser-Bragg-Sensoren. Im Januar 2015 wurde noch das amerikanische Unternehmen ReliaSoft übernommen, ein Anbieter von Software für die Zuverlässigkeitsanalyse.
Mit einem Neubau für Produktions- und Logistikbereiche, der eine 6000 m² nutzbare Fläche schafft, investierte HBM einen zweistelligen Millionenbetrag in seinen Stammsitz Darmstadt. Grundsteinlegung für den Neubau war der 3. August 2016, der Bezug erfolgte Anfang 2018.

### Fusion mit Brüel & Kjaer zu HBK
Seit dem 1. September 2020 sind die Unternehmen Hottinger Baldwin Messtechnik (HBM) und Brüel & Kjaer Sound & Vibration (BKSV) zu einem Unternehmen mit dem Namen HBK (Hottinger, Brüel & Kjær) fusioniert. HBK verfügt damit über ein Anwendungs- und Produktspektrum im Bereich Messtechnik, Test und Analyse in den physikalischen Domänen Mechanik, Akustik, Elektrik und Temperatur.

## Weblink
- Offizielle Website